# TT196
La tombe thébaine TT 196 est située à el-Assasif, dans la nécropole thébaine, sur la rive ouest du Nil, face à Louxor en Égypte.
C'est la sépulture du serviteur d'Amon Pedihorresnet (Pȝ-dj-Hrw-rs.nt), datant de la XXVIe dynastie.
Pedihorresnet est le fils d'Ibi (tombe TT36) et de Chepenernout.

## Description

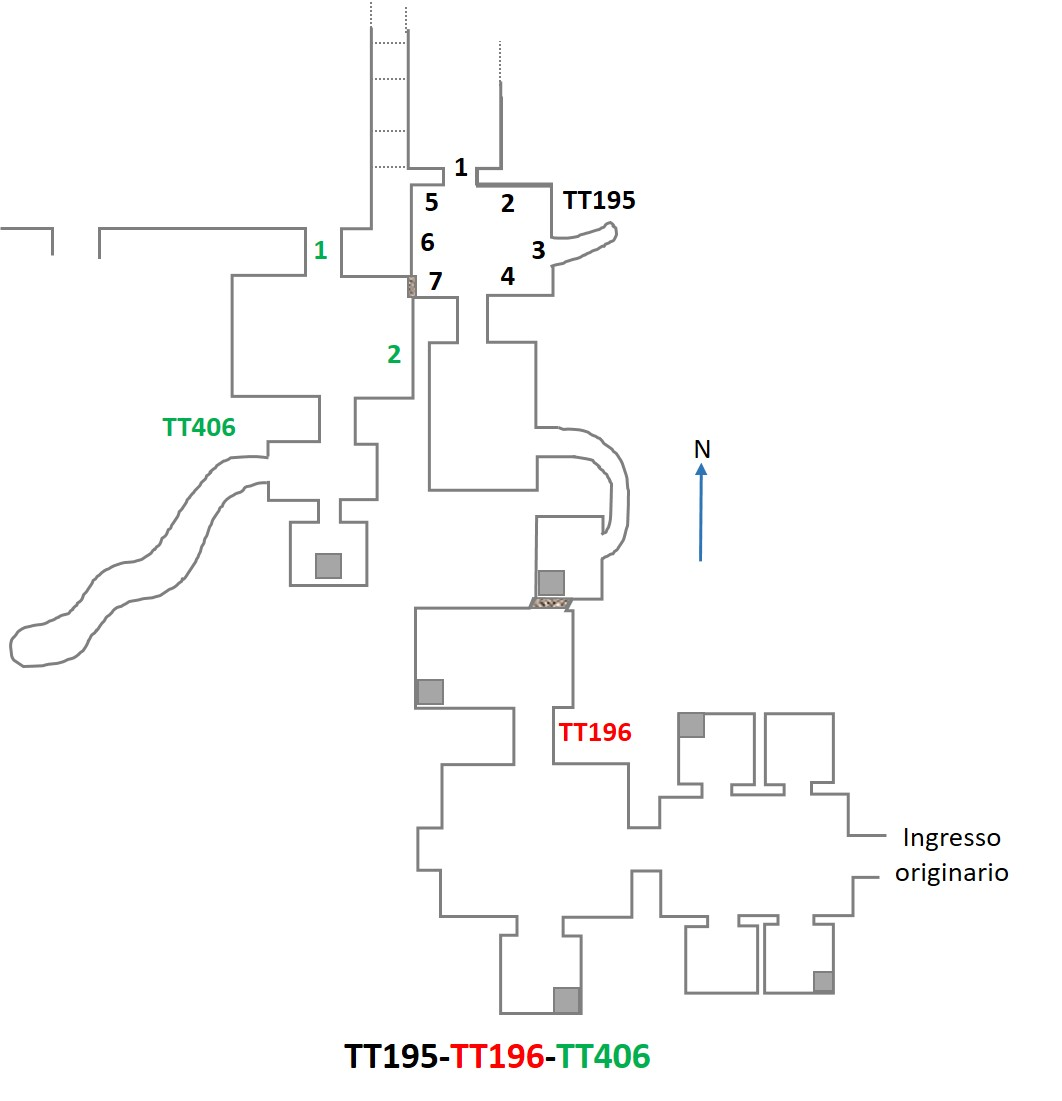